# Oba-ba-luu-ba/Ma che mi fai
Oba-ba-luu-ba/Ma che mi fai  è un singolo discografico di Daniela Goggi, pubblicato nel 1976.

## Storia
Venne pubblicato nel 1976, ma depositato ufficialmente solo nel 1977.
Il brano era la sigla del varietà televisivo Due ragazzi incorreggibili, condotto da Franco Franchi e Ciccio Ingrassia. Il brano è stato scritto da Franco Castellano e Pipolo, ma risultano accreditati anche Bruno Corbucci e Mario Amendola, in seguito al deposito SIAE. La musica e l'arrangiamento sono di Franco Pisano. La sigla è indicata come Oba-ba-lu-ba sul tondino del disco e come Oba-ba-luu-ba in copertina .
Il lato B, Ma che mi fai, era un brano della Goggi senza alcuna attinenza col programma, scritto dagli stessi autori.
Il singolo ebbe un notevole successo discografico tanto da ottenere il disco di platino e raggiungere la seconda posizione in classifica. Il disco risultò il ventunesimo più venduto del 1977.
Oba-ba-luu-ba è stato inserito all'interno dell' LP Daniela Goggi canta Oba-ba-luu-ba e altre canzoni per bambini e in altre raccolte.

## Tracce
Lato A
1. Oba-ba-luu-ba – 3:13 (Franco Castellano - Pipolo - Bruno Corbucci - Mario Amendola - Franco Pisano)

Lato B
1. Ma che mi fai – 3:48 (Franco Castellano - Pipolo - Bruno Corbucci - Mario Amendola - Franco Pisano)

## Edizioni
- 1976 - Oba-ba-luu-ba/Ma che mi fai (CGD, CGD 4807, 7")